# Kirchenkreis Nürnberg
Der Kirchenkreis Nürnberg ist einer von vier Kirchenkreisen der Evangelisch-Lutherischen Kirche in Bayern. Sein Sitz ist in Nürnberg. Im Kirchenkreis leben 563.000 evangelisch-lutherische  Christen in 282 Kirchengemeinden, die zu 216 Pfarreien zusammengeschlossen sind. Es gibt über 500 Kirchen, Gemeindezentren und weitere regelmäßige Gottesdienstorte. Seit Anfang 2021 wird der Kirchenkreis von Regionalbischöfin Elisabeth Hann von Weyhern geleitet.
Im März 2025 gab die Landeskirche das Ende des Kirchenkreises Nürnberg in seiner jetzigen Gestalt zum 1. Januar 2027 bekannt. Regionalbischöfin Hann von Weyhern wird zum 31. Dezember 2026 ihr Amt niederlegen, um einer Neustrukturierung Raum zu geben. Offen ist, ob im bayerischen Franken zwei neue oder ein neuer Kirchenkreis entstehen wird. Das betrifft auch den benachbarten Kirchenkreis Ansbach-Würzburg und den Kirchenkreis Bayreuth. Bis zum Frühjahr 2026 soll die neue Struktur für die drei fränkischen Kirchenkreise erarbeitet werden.

## Geografie
Der Großteil des Kirchenkreises befindet sich im bayerischen Regierungsbezirk Mittelfranken.
Abgesehen von der Kirchengemeinde Sankt Helena zu Großengsee (Simmelsdorf) liegt das Dekanat Gräfenberg im Norden jedoch vollständig im Regierungsbezirk Oberfranken, ebenso wie ein kleinerer Teil des Dekanats Erlangen. Dort verläuft die Grenze zwischen den Regierungsbezirken durch das Gebiet der Kirchengemeinde Baiersdorf.
Im Süden gehören große Teile des Dekanats Pappenheim ebenso wie der südliche Rand der Kirchengemeinde Thalmässing im Dekanat Weißenburg politisch zum äußersten Norden von Oberbayern. Ebenfalls zum Dekanat Pappenheim gehören die Kirchengemeinden Rehlingen und Büttelbronn (Monheim), deren Gebiet teilweise im Regierungsbezirk Schwaben liegt.
Der südlichste Zipfel der Pfarrei Alfeld im Dekanat Hersbruck (Gebiet um Lauterhofen) gehört zur Oberpfalz, ebenso wie die Kirchengemeinde Postbauer-Heng und ein Teil der Kirchengemeinde Rasch (beide ebenfalls Dekanat Hersbruck).

## Geschichte
Bei der Gründung des Kirchenkreises im Jahr 1935 wurden Dekanate aus zwei der drei bislang bestehenden Kirchenkreisen zusammengeschlossen: aus dem Kirchenkreis Ansbach die Dekanate Altdorf, Erlangen, Fürth, Hersbruck, Nürnberg, Roth (1969 aufgehoben), Schwabach und Thalmässing (1969 aufgehoben), aus dem Kirchenkreis Bayreuth das Dekanat Münchaurach (1972 aufgehoben). 1951 wurden auch die Dekanate Markt Erlbach und Neustadt an der Aisch (1970 vereinigt) sowie Weißenburg in Bayern aus dem Kirchenkreis Ansbach, das Dekanat Gräfenberg aus dem Kirchenkreis Bayreuth und das Dekanat Pappenheim aus dem Kirchenkreis München hierhin umgegliedert.

## Kreisdekane bzw. Regionalbischöfe
Die Oberkirchenräte in Kirchenkreis wurden bis 1999 Kreisdekan genannt; seitdem tragen sie den Titel Regionalbischof. Seit der Errichtung des Kirchenkreises hatten dieses Amt inne:
- 1935–1958: Julius Schieder (1888–1964)
- 1958–1969: Eugen Giegler (1900–1992)
- 1969–1977: Hans Luther (1910–1985)
- 1977–1984: Johannes Viebig (1919–2008)
- 1985–1994: Hermann von Loewenich (1931–2008)
- 1994–1997: Franz Peschke (* 1938)
- 1997–2006: Karl-Heinz Röhlin (* 1951)
- 2006–2020: Stefan Ark Nitsche
- seit 2006: Elisabeth Hann von Weyhern (bis 2020 in Stellenteilung mit Stefan Ark Nitsche, seitdem alleine)

## Dekanatsbezirke
Der Kirchenkreis hat zehn Dekanatsbezirke, in denen 17 Dekane tätig sind:
| - Altdorf - Erlangen - Fürth - Gräfenberg - Hersbruck | - Neustadt an der Aisch - Nürnberg - Pappenheim - Schwabach - Weißenburg in Bayern |